# Leyes constitucionales francesas de 1875
Las leyes constitucionales francesas de 1875 son las votadas en Francia por la Asamblea Nacional, electa en 1871, entre febrero y julio de 1875, mediante las que se instauró definitivamente la Tercera República francesa. Anteriormente, de 1871 a 1873, se habían aprobado leyes que resolvían problemas puntuales, tales como la Ley de Rivet de 1871 (crea el cargo de Presidente de la República y establece sus poderes),  Ley de Broglie de 1873 (modifica la modalidad de comunicación entre el presidente y la Asamblea Nacional) y la Ley del 20 de noviembre de 1873 que establece un mando de 7 años para el presidente.
Tres leyes constitucionales organizaron el régimen republicano:
- La ley del 24 de febrero de 1875, sobre la organización del Senado.
- La ley del 25 de febrero de 1875, sobre la organización de los poderes públicos.
- la ley del 16 de julio de 1875, sobre las relaciones entre los poderes públicos.

Fue la primera y última vez que una república francesa no quedó definida u organizada por una verdadera constitución.

«Las leyes constitucionales de 1875 son una obra modesta, fruto de concesiones mutuas. La experiencia demostró que resultaron más viables que otras constituciones más ambiciosas.»
Nuevo Larousse Ilustrado, 1898-1907, artículo « Francia », parágrafo « Constitutiones »

Estas tres leyes serían ligeramente modificadas o reformadas. Estas reformas fueron las siguientes:
- Ley del 21 de junio de 1879. Deroga artículo 9 de la Ley del 25 de febrero, que establecía Versalles como sede del Gobierno y de la Asamblea Nacional;
- Ley del 24 a de agosto de 1884. Reduce de 3 a 2 meses la elección de la cámaras legislativas en caso de ser disueltas. Reforma del Senado que pasa a ser electo integralmente. La forma republicana de gobierno no puede ser objeto de revisión constitucional y los miembros de las familias que reinaron Francia son ineligibles a la Presidencia de la República.
- Ley del 10 de agosto de 1926, que establece que la autonomía en la gestión de cuentas de la defensa nacional y amortización de la deuda pública tiene el carácter constitucional.

No fueron derogadas hasta la promulgación de la Constitución del 27 de octubre de 1946, aunque fueron suspendidas «de facto» entre el 10 de julio de 1940, fecha del voto de plenos poderes a Pétain que estableció un régimen de colaboración con el ocupante nazi, y la promulgación de la constitución de la Cuarta República. La ley constitucional del 2 de noviembre de 1945 estableció —en efecto— un gobierno provisional de la República francesa, manteniendo la inaplicabilidad de las leyes constitucionales de 1875 hasta la aprobación de la nueva Constitución.